# Sophie (Sophie)
Sophie è il secondo ed eponimo album in studio della musicista britannica Sophie, pubblicato postumo il 25 settembre 2024.

## Tracce
1. Intro (The Full Horror) – 4:32
2. Rawwwwww (featuring Jozzy) – 2:53
3. Plunging Asymptote (featuring Juliana Huxtable) – 4:37
4. The Dome's Protection (featuring Nina Kraviz) – 7:37
5. Reason Why (featuring Kim Petras and BC Kingdom) – 3:53
6. Live in My Truth (featuring BC Kingdom and Liz) – 4:04
7. Why Lies (featuring BC Kingdom and Liz) – 4:19
8. Do You Wanna Be Alive (featuring Big Sister) – 4:10
9. Elegance (featuring Popstar) – 4:51
10. Berlin Nightmare (featuring Evita Manji) – 3:36
11. Gallop (featuring Evita Manji) – 1:57
12. One More Time (featuring Popstar) – 3:21
13. Exhilarate (featuring Bibi Bourelly) – 4:24
14. Always and Forever (featuring Hannah Diamond) – 4:50
15. My Forever (featuring Cecile Believe) – 4:04
16. Love Me off Earth (featuring Doss) – 3:54